# 마리아리사 키르베스니에미
마리아리사 키르베스니에미(핀란드어: Marja-Liisa Kirvesniemi, 1955년 9월 10일~)는 핀란드의 은퇴한 크로스컨트리 스키 선수로 결혼 전 성은 해맬래이넨(핀란드어: Hämäläinen)이다. 1976년 동계 올림픽을 통해 국제 대회에 처음으로 출전했으며, 사라예보에서 열린 1984년 동계 올림픽에서 금메달을 3개를 획득하면서 해당 올림픽 대회에서 최다 금메달리스트가 되었다. 캘거리에서 열린 1988년 동계 올림픽때 20km 계주에서 동메달을 획득했고 릴레함메르에서 열린 1994년 동계 올림픽 5km와 30km에서 동메달 2개를 획득했다. 선수 기간 동안 1976년부터 1994년까지 총 6번의 올림픽에 핀란드 국가대표로 참가하였다.
또한 세계 노르딕 스키 선수권 대회에 총 6번 참가하여 금메달 3개와 은메달 5개를 획득했다. FIS 크로스컨트리 스키 월드컵에서는 종합 우승 2회 달성했고, 종합 3위에 1회 올랐다.